# Bradycellus larvatus
Bradycellus larvatus är en skalbaggsart som beskrevs av Thomas Casey. Bradycellus larvatus ingår i släktet Bradycellus och familjen jordlöpare. Inga underarter finns listade i Catalogue of Life.